# Megachile chrysopyga
Megachile chrysopyga är en biart som beskrevs av Smith 1853. Megachile chrysopyga ingår i släktet tapetserarbin, och familjen buksamlarbin. Inga underarter finns listade i Catalogue of Life.